# 阿西西
阿西西 （義大利語：Assisi，天主教中文译作“亚西西”）是意大利翁布里亚大区佩鲁贾省的一个城市，位于苏巴修山的西侧。
阿西西是圣方济各的诞生地，他于1208年在此创立方济各会；也是圣嘉勒的出生地，她创立了贫穷修女会。19世纪的痛苦聖母加俾額爾也出生在这里。 
2000年，亚西西的圣方济各圣殿和其他方济各会建筑被列为世界遗产。
1986年以來，世界宗教領導人會議不定期舉行。

## 教堂
- 亚西西的圣方济各圣殿
  - 上教堂
  - 下教堂
    - 马达肋纳小堂
- 天使之后圣殿（Basilica of Santa Maria degli Angeli），宝尊堂（Porziuncola）
- 圣嘉勒圣殿（Basilica of Santa Chiara）
- 圣路斐乐主教座堂（St.Rufino）
- 圣母教堂（Santa Maria Maggiore），现存最早的教堂
- 新教堂，建在假定的圣方济各父母的家

## 友好城市
- 巴勒斯坦伯利恆
- 美国旧金山
- 西班牙聖地亞哥-德孔波斯特拉
- 波蘭瓦多維采